# De Eenhoorn (Gouda)

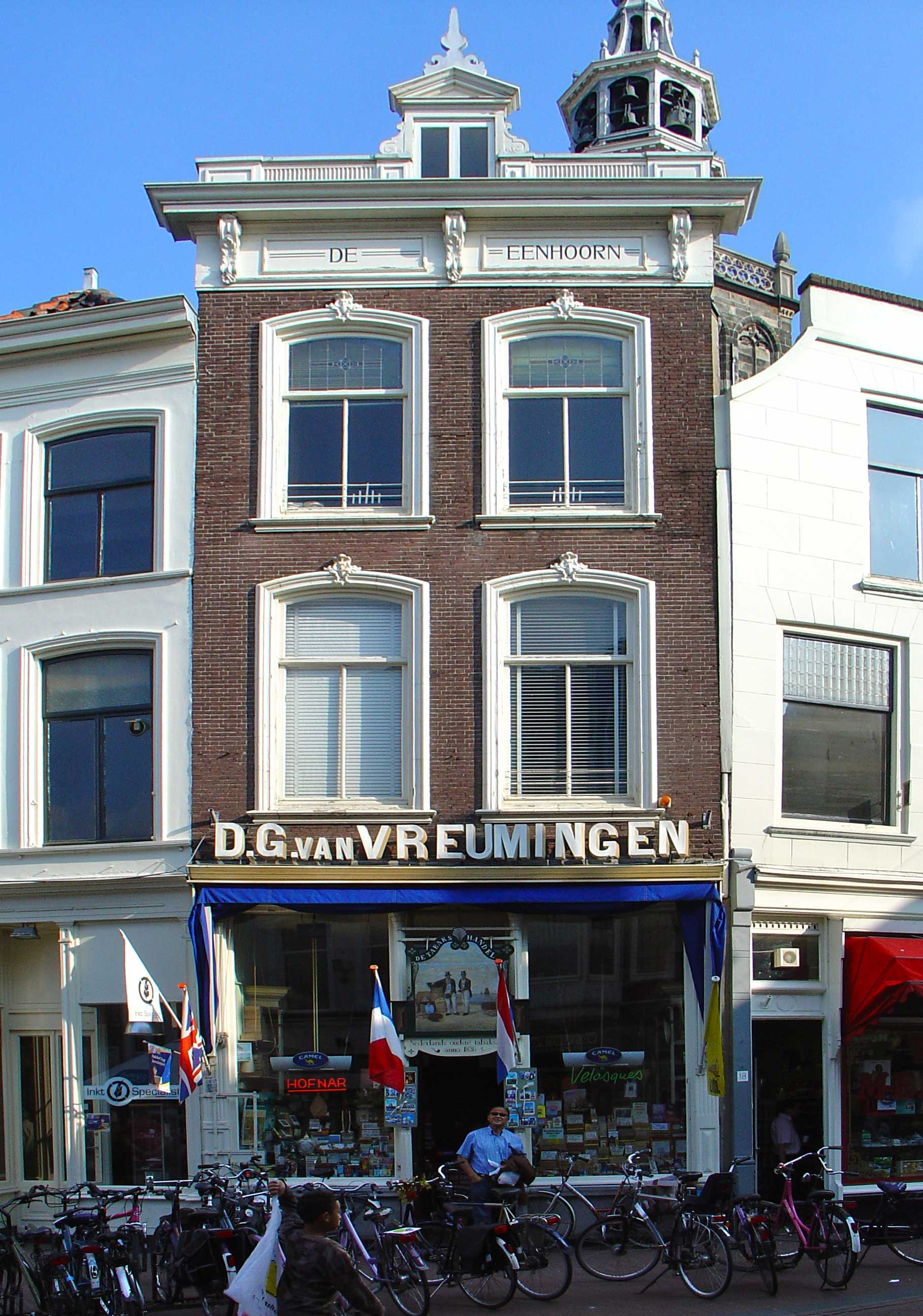
De Eenhoorn aan de Wijdstraat 20 te Gouda, erachter is nog juist de Sint-Janskerk te zien

De Eenhoorn is een monumentaal pand aan de Wijdstraat 20 in de Nederlandse stad Gouda.

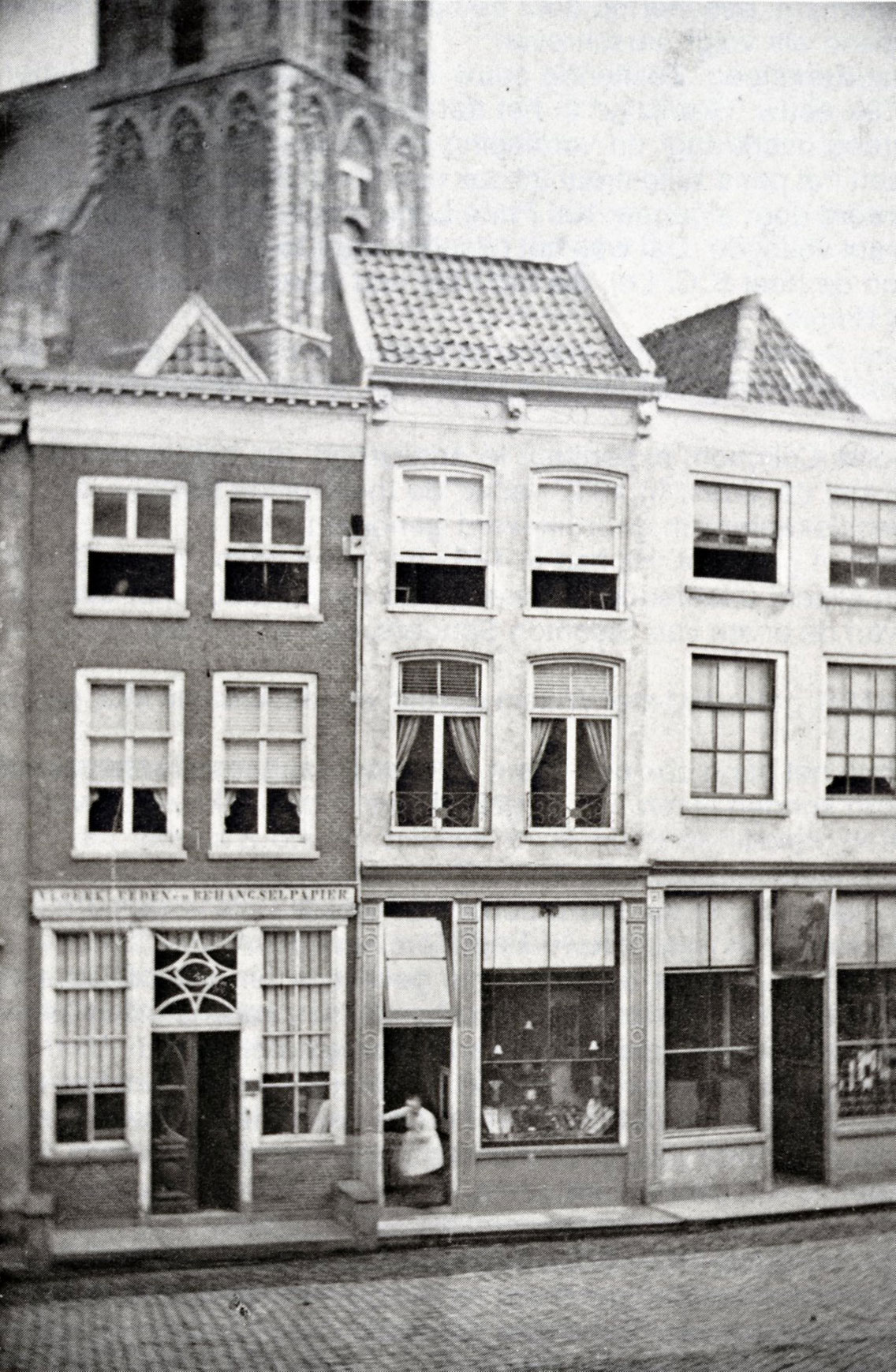
Het pand helemaal rechts op de foto is De Eenhoorn omstreeks 1867

Sinds 1367 heeft het pand meer dan 30 diverse eigenaren gehad. Rond 1600 wordt het pand aan de Wijdstraat al De Eenhoorn genoemd. Het wordt dan eigendom van leden van de Goudse regentenfamilie Cincq, die het ruim een eeuw in hun bezit zouden hebben. Daarna kwam het gedurende een lange periode in het bezit van leden van de families Rochius en Venroy. Uiteindelijk wist de Goudse koekenbakker Dirk van Vreumingen het pand in zijn bezit te verkrijgen. Zijn zoon Teunis vestigde er in 1836 een tabakszaak. Vijf opeenvolgende generaties zouden deze tabakszaak voortzetten. Tot de Tweede Wereldoorlog werden er ook sigaren uit de eigen fabriek aan de Groenendaal/Achter de Vismarkt verkocht. In 2011, 175 jaar na de oprichting, is de tabakswinkel nog steeds in handen van een Van Vreumingen. De zaak is daarmee de oudste tabakszaak van Nederland in het bezit van één familie en gedreven vanuit hetzelfde pand.
Het pand werd in 1891 gedeeltelijk vernieuwd. Het pand kreeg grotere vensters en de gevel een andere bekroning. Op de afbeelding links, die in 1867 gemaakt werd door de fotograaf Jérôme Henri Kiebert, zijn de vensters en de gevelbekroning nog in de oorspronkelijke staat te zien.